# Sankt Sigfrids kyrka, Lidköping
Sankt Sigfrids kyrka är en kyrkobyggnad som tillhör Lidköpings församling i Skara stift. Kyrkan ligger i Nya staden i centralorten i Lidköpings kommun.

## Kyrkobyggnaden
Kyrkan uppfördes 1965 efter ritningar av Bengt Carlberg och Stig Hermansson. Den är tidstypisk med rött tegel på betongstomme och sammanbyggd med församlingshemmet. Planen är kvadratisk och koret placerat i ena hörnet. Korväggarna fortsätter ovan taket och bildar en klockstapel. 
Interiören har golv av kalksten, tegelväggar, omålat tak med furupanel och lösa stolar. Smala fönsterslitsar belyser koret. 

## Inventarier
- Fristående altare utan altarring.
- Orgeln är placerad på golvet i nordvästra hörnet. Den är mekanisk med ljudande fasad och byggd 1970 av Nordfors & Co. Den har fjorton stämmor med två manualer och pedal.[1]